# Palazzo Visconti di Modrone (Firenze)
Palazzo Visconti di Modrone si trova a Firenze in via de' Rustici 4-6, con un affaccio restrostante su via del Canto Rivolto.
Il palazzo appare nell'elenco redatto nel 1901 dalla Direzione Generale delle Antichità e Belle Arti, quale edificio monumentale da considerare patrimonio artistico nazionale.

## Storia e descrizione

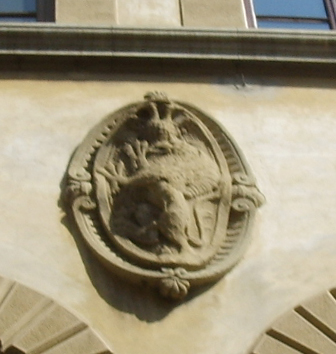
Stemma sulla facciata

Il grande edificio nasce dalla ristrutturazione di quattro diverse case corti mercantili di età medievale, già proprietà dei Peruzzi, unificate anche con la saturazione della strada che rappresentava la logica prosecuzione dell'attuale via Vinegia in direzione di via delle Brache (così sembra di leggere nei rilievi proposti da Gian Luigi Maffei e inerenti all'edificio).
Allo stato attuale presenta ben undici ordini di finestre organizzate su tre alti piani, su cui le bucature si allineano incorniciate da bugne di pietra e unite da una semplice fascia marcapiano in pietra, come è proprio dell'architettura fiorentina civile del Cinquecento. Al centro della facciata è un grande scudo con un'arme che la letteratura segnala per lo più come dei Visconti di Modrone (al quale la proprietà pervenne dopo alcune transazioni nella seconda metà dell'Ottocento), più raramente come Rustici, creando non pochi equivoci sulla storia delle proprietà.
Nonostante la mole e la bellezza dell'edificio, infatti, le informazioni raccolte sono limitate a poche notizie, come quelle riportate da Marcello Jacorossi (Palazzi 1972) che, dopo aver elogiato l'imponente facciata di "carattere quattrocentesco", la dice "in gran parte opera di un restauro recente". In effetti è documentato un importante cantiere di restauro attorno al 1928, anni nei quali si sarebbe anche trasformata una finestra in porta nella facciata tergale su via del Canto Rivolto. Della consistenza dell'intervento, d'altra parte, dicono le bozze che incorniciano portoni e finestre, tutte rimodellate in pietra artificiale. Anche gli intonaci sono quelli del rifacimento, oramai patinati dal tempo, con ancora le tracce delle segnalazioni che individuavano il palazzo come rifugio antiaereo durante la seconda guerra mondiale.
Notevoli le inferriate alle finestre del piano terreno. Da segnalare inoltre, sempre sulla base di quanto riportato dalla letteratura, l'androne al quale si accede dal portone attualmente segnato con il numero civico 4, che invece dovrebbe aver meglio conservato i caratteri antichi. Nell'androne che si apre al civico 6 è invece una lapide in ricordo di Ilario Tarchiani, "tra i primi a istituire compagnie d'assistenza pubblica".
| OVE ABITÒ PER TEMPO NON BREVE IL COMMENDATORE ILARIO TARCHIANI VETERANO DEL 1848 DEL 1866 AUTORE NELLE COMPUTISTICHE DISCIPLINE DI LODATISSIMI VOLUMI PROMOTORE D'UN CONGRESSO DEI RAGIONIERI PRIMO IN ITALIA E IN EUROPA INIZIATORE DEL PELLEGRINAGGIO NAZIONALE ALLA TOMBA DEL GRAN RE DI MOLTE ASSOCIAZIONI OPERAIE A UTILITÀ LORO E MORALITÀ ZELANTISSIMO FRA I PRIMI A ISTITUIRE COMPAGNIE D'ASSISTENZA PUBBLICA MAGNANIMO A IDEARE AMARE OGNI ALTRA COSA NELL'ISTITUTO TECNICO DI LIVORNO PROFESSORE INSIGNE DI RAGIONERIA E IVI MORTO IL 22 MAGGIO 1889 NATO A FIRENZE IL 26 GIUGNO 1828 POSERO ALCUNI AMICI E AMMIRATORI |

## Bibliografia

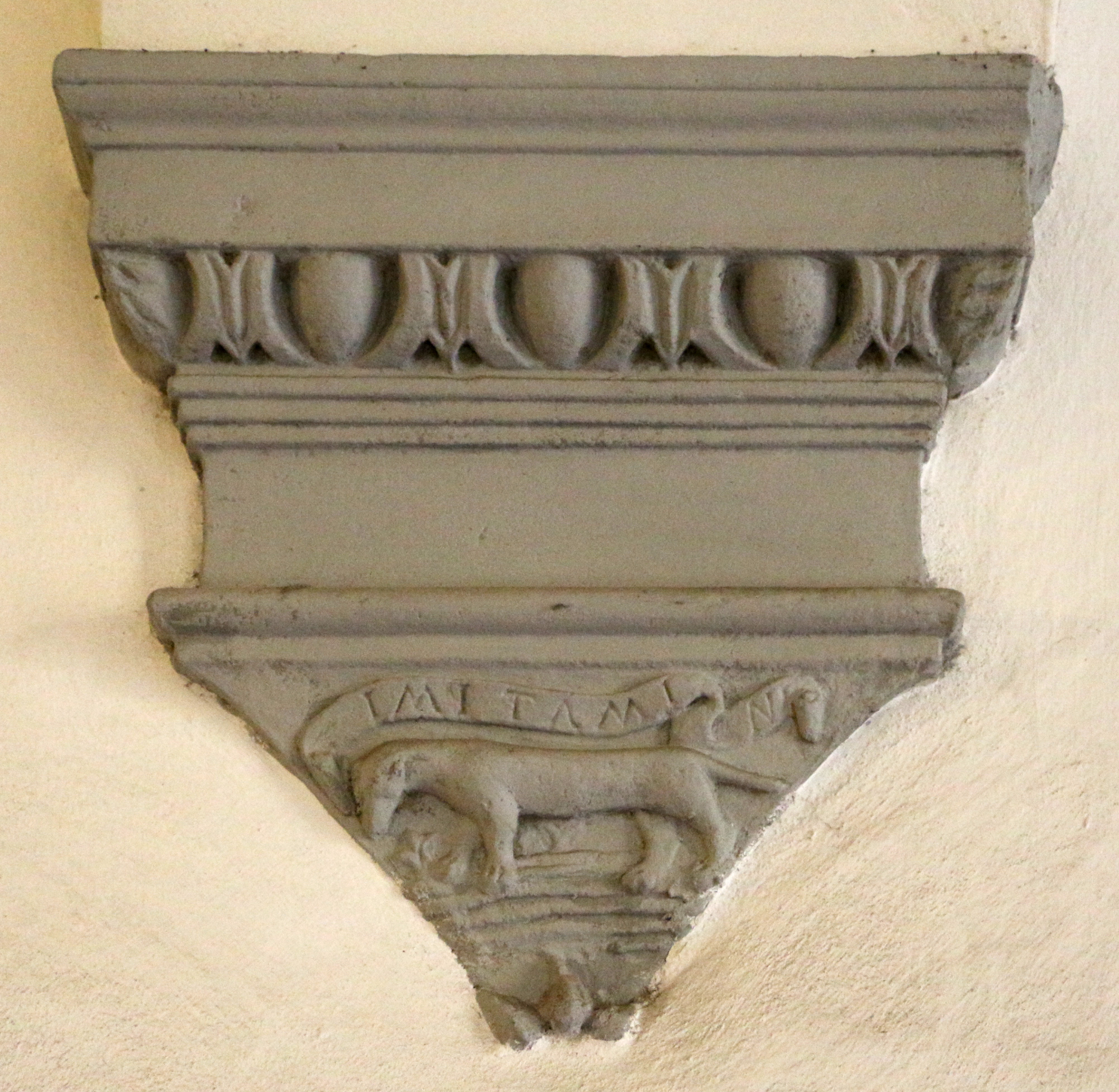
Peduccio nell'androne con emblema di Francesco I de' Medici